# Vietnam Open 2010
Die Vietnam Open 2010 im Badminton fanden vom 5. bis 10. Oktober 2010 in Ho-Chi-Minh-Stadt statt.

## Austragungsort
- Phan Dinh Phung Stadium, Ho-Chi-Minh-Stadt, Vietnam

## Sieger und Platzierte
| Disziplin    | Gold                        | Silber                                  | Bronze                                         |
| ------------ | --------------------------- | --------------------------------------- | ---------------------------------------------- |
| Herreneinzel | Chen Yuekun                 | Wei Nan                                 | Wen Kai                                        |
| Herreneinzel | Chen Yuekun                 | Wei Nan                                 | Tian Houwei                                    |
| Dameneinzel  | Ratchanok Intanon           | Zhou Hui                                | Liu Xin                                        |
| Dameneinzel  | Ratchanok Intanon           | Zhou Hui                                | Yao Xue                                        |
| Herrendoppel | Mohammad Ahsan Bona Septano | Fairuzizuan Tazari Ong Soon Hock        | Choong Tan Fook Lee Wan Wah                    |
| Herrendoppel | Mohammad Ahsan Bona Septano | Fairuzizuan Tazari Ong Soon Hock        | Yohan Hadikusumo Wiratama Wong Wai Hong        |
| Damendoppel  | Ma Jin Zhong Qianxin        | Tang Jinhua Xia Huan                    | Ng Hui Ern Ng Hui Lin                          |
| Damendoppel  | Ma Jin Zhong Qianxin        | Tang Jinhua Xia Huan                    | Shendy Puspa Irawati Nitya Krishinda Maheswari |
| Mixed        | He Hanbin Ma Jin            | Yohan Hadikusumo Wiratama Tse Ying Suet | Shintaro Ikeda Reiko Shiota                    |
| Mixed        | He Hanbin Ma Jin            | Yohan Hadikusumo Wiratama Tse Ying Suet | Lim Khim Wah Lim Yin Loo                       |

## Finalergebnisse
| Disziplin    | Sieger                      | Finalist                                | Ergebnis            |
| ------------ | --------------------------- | --------------------------------------- | ------------------- |
| Herreneinzel | Chen Yuekun                 | Wei Nan                                 | 21–13, 21–14        |
| Dameneinzel  | Ratchanok Intanon           | Zhou Hui                                | 21–17, 22–20        |
| Herrendoppel | Mohammad Ahsan Bona Septano | Fairuzizuan Tazari Ong Soon Hock        | 21–18, 13–21, 21–17 |
| Damendoppel  | Ma Jin Zhong Qianxin        | Tang Jinhua Xia Huan                    | 21–19, 21–23, 21–13 |
| Mixed        | He Hanbin Ma Jin            | Yohan Hadikusumo Wiratama Tse Ying Suet | 21–18, 21–11        |